# Sellenstedt
Sellenstedt ist ein Ortsteil von Adenstedt in der Gemeinde Sibbesse im Landkreis Hildesheim, Niedersachsen, Deutschland.

## Geografie
Sellenstedt befindet sich zwischen den Sieben Bergen im Nordwesten, dem Hildesheimer Wald im Norden, dem Heber im Süd-Südosten und dem Sackwald im Südwesten. Vom Gemeindegebiet aus gelangt man über die L 469 durch den Sackwald über den „Adenstedter Berg“ in das westlich gelegene Alfeld.

## Ortsgliederung
Sellenstedt, Grafelde und der Kernort Adenstedts bilden zusammen den Ortsteil Adenstedt in der Gemeinde Sibbesse.

## Geschichte
Sellenstedt wurde erstmals in den Gründungsjahren (um 1022) des Hildesheimer Klosters St. Michael genannt. Nach alten Schriften besaß dieses Kloster Besitzungen in „Sellenstide“. Ein begütertes Geschlecht „die Herren von Sellenstedt“, die bischöfliche Minister waren, lebten über viele Jahre hinweg im Ort.
Zu Beginn des 20. Jahrhunderts zählte Sellenstedt 286 Einwohner.
Am 1. März 1974 wurde die ehemals selbstständige Gemeinde Sellenstedt in die Gemeinde Adenstedt eingegliedert. Die Samtgemeinde Sibbesse, der auch Adenstedt angehörte, entstand am 1. April 1974 im Zuge der damaligen kommunalen Gebietsreform.
Sellenstedt, als Ortsteil von Adenstedt, gehörte bis zum 31. Dezember 2004 zum Regierungsbezirk Hannover, der infolge einer Verwaltungsreform mit Ablauf dieses Datums aufgelöst wurde.
Am 1. November 2016 wurde die Samtgemeinde Sibbesse aufgelöst und in die Einheitsgemeinde Sibbesse umgewandelt.

## Politik

### Ortsrat und Ortsbürgermeister
Sellenstedt wird auf kommunaler Ebene vom Adenstedter Ortsrat vertreten.

### Wappen
Der ehemaligen Gemeinde Sellenstedt wurde das Wappen am 30. März 1938 durch den Oberpräsidenten der Provinz Hannover verliehen. Der Landrat aus Alfeld überreichte es am 11. November desselben Jahres.
| Wappen von Sellenstedt | Blasonierung: „In Blau eine goldene heraldische Doppelrose mit rotem Fruchtansatz und Kelchblättern in Grün.“ |
| Wappen von Sellenstedt | Wappenbegründung: Vom 12. bis 15. Jahrhundert war in der Ortschaft das Geschlecht „de Sellenstide“ ansässig, das im Wappensiegel eine Rose führte. In Anlehnung an dieses alte Siegel ist für die Gemeinde Sellenstedt dieses Wappen gestaltet worden. |

## Kultur und Sehenswürdigkeiten
Bauwerke
- Die evangelische Kirche St.-Peter-und-Paul in Sellenstedt ist ein verputzter barocker Bruchsteinbau, über dessen Portal die Jahreszahl 1748 zu lesen ist. Im Innern fallen der klassizistische Altar, ein Taufengel aus der Mitte des 18. Jahrhunderts sowie zwei Kronleuchter von 1614 und 1653 auf.[8]